# Antonio Girlanda
Antonio Girlanda (Montagnana, 2 dicembre 1929 – Alba, 28 agosto 2015) è stato un presbitero, biblista e religioso italiano della Società San Paolo.

## Biografia
Sacerdote paolino, ordinato nel 1956, ha insegnato Sacra Scrittura presso la Pontificia facoltà teologica San Bonaventura.
Ha curato le introduzioni e le note della Bibbia per le edizioni Paoline e San Paolo, e ha pubblicato saggi biblici e curatele per le stesse case editrici.
Per la San Paolo ha inoltre diretto, dal 1967, l'edizione della Nuovissima versione della Bibbia in 46 volumi.

## Opere
- Corso di iniziazione biblica, Centro ecumenico ut unum sint, 1973.
- Antico Testamento. Iniziazione biblica, Paoline, 1992. ISBN 88-215-2463-9.
- Come leggere la Bibbia, San Paolo, 1995. ISBN 88-215-2983-5.
- Nuovo Testamento. Iniziazione biblica, San Paolo, 2006. ISBN 88-215-2514-7.

### Curatele
- Nuovo dizionario di teologia biblica (a cura di, con P. Rossano e G. Ravasi), Paoline, 1988. ISBN 88-215-1579-6.
- La Bibbia (introduzioni e note), Paoline, 1991. ISBN 88-215-1068-9.
- Nuovo Testamento (a cura di, con P. Rossano), San Paolo, 2005. ISBN 88-215-5474-0.
- Lettura dell'evangelo secondo Giovanni di X. Léon-Dufour (traduzione, con F. Moscatelli), San Paolo, 2007. ISBN 978-88-215-5749-1.
- La Bibbia (introduzioni e note), San Paolo, 2010. ISBN 978-88-215-6777-3.